# Oreet Ashery
Oreet Ashery (née en 1966 à Jérusalem, Israël) est une artiste interdisciplinaire israélienne, vivant à Londres.

## Biographie
Oreet Ashery a validé sa licence en Beaux arts, à l'Université de Sheffield Hallam en 1992, puis a obtenu une maîtrise en Beaux-Arts à l'école Central Saint Martins en 2000. Son travail explore les constructions idéologiques, sociales et genrées par le biais d'une pratique interdisciplinaire, allant de l'installation artistique, en passant par l'art vidéo, les performances et la réalisation d'images en 2-D.
Les premières œuvres d'Oreet Ashery sont souvent produites sous l'identité d'un personnage masculin de sa création, lui permettant ainsi d'explorer les rôles de genre, les relations entre les femmes et leur identité culturelle. Son personnage le plus récurrent est Marcus Fisher, un homme juif orthodoxe. Il apparaît dans les oeuvres Dancing with men et Marcus Fisher | Say Cheese. Oreet Ashery crée aussi d'autres personnages masculins, notamment un homme arabe, un facteur norvégien et un homme noir.
L'une de ses œuvres est basée sur la pièce de théâtre écrite par Maïakovski et datant de 1921 : Mystery-Bouffe. Cette œuvre traite des biais de classes sociales, du pouvoir politique et de la notion d'agency. Sa performance à la Tate Modern en 2014, The World is Flooding, a été suivie de l'exposition Animal with a Language, chacun de ces deux travaux amènent Oreet Ashery à collaborer avec des militants gays et lesbiens immigrés au Royaume-Uni, avec l'association Freedom from Torture et d'autres groupes explorant ces thèmes.

## Prix et récompenses
- 2007 : 2010 Arts and Humanities Research Council Creative Research Fellow, Drama Department, de la Queen Mary University de Londres.
- 2011 : 2014 Honorary Research Fellow, School of English and Drama de la Queen Mary University de Londres
- 2013-2015 : Professeur invité au Royal College of Art
- 2014 : Fine Art Fellowship, Stanley Picker Fellowship

## Expositions personnelles
- Magnum Opus II (avec Daniel Rubinstein), 68elf Gallery, Cologne, 1966
- Magnum Opus III (avec Daniel Rubinstein), Jerusalem Artists’ House Gallery, Jerusalem, 1998
- 7 Acts of Love, Stil und Bruch, Berlin, 2002
- Oreet Ashery, Foxy Production Gallery, New York, 2002
- Say Cheese, Bluecoat Arts Centre, Liverpool, 2003
- Performance 2003, Foxy Production Gallery, New York, 2003
- What You See, Letchworth Art Centre Gallery, Letchworth, 2007
- Dancing with Men, Sherwell Centre, Plymouth University, Plymouth, 2008
- Back in 5 Minutes et Scratch Performance: Golani Varanasi, The Arches, Glasgow, 2009
- Raging Balls, Other Gallery, Pékin, 2010
- The Beautiful Jew, Other Gallery, Shanghai, 2010
- Falafel Road (avec Larissa Sansour), DEPO, Istanbul, 2011
- Oreet Ashery (avec Nicole Ahland. C. Wichtendahl), Galerie, 5th European Month of Photography, Berlin, 2012
- Party for Freedom, Hippolythe, Helsinki, 2013
- Animal with a Language, Champagne Premiere, Berlin, 2015
- Oreet Ashery. Revisiting Genesis, fig-2, ICA, Londres, 2015
- Revisiting Genesis, 6e Biennale de Thessaloniki d'Art contemporain, 2016